# Almássy Kornél
Almássy Kornél (Budapest, 1976. augusztus 30. –) politikus, a Magyar Demokrata Fórum (MDF) egykori alelnöke és budapesti szervezetének elnöke.

## Tanulmányai
1994-ben érettségizett a Szilágyi Erzsébet Gimnáziumban, majd 1999-ben a BME Építőmérnöki Karán okleveles építőmérnökként végzett. 1999-ben ugyanott doktori képzésen vett részt. 2000–2002 között az egyetem Gazdaság és Társadalomtudományi Karán Master of Business Administration (MBA) diplomát szerzett.

## Tudományos elismerései
1999-ben a Tudományos Diákköri Konferencia 2. helyezettje az építőmérnöki szekcióban. 2000-ben a Kari Hallgatókért díjat nyert (BME Építőmérnöki Kar), 2002-ben a Tudással Magyarországért díj kitüntetettje (Országos Tudományos Diákköri Tanács). 2010 decemberében Aszfalt pályaszerkezeti rácsok viselkedése címmel megvédte doktori disszertációját a BME Építőmérnöki Karán.

## Közéleti szerepvállalása
A Hallgatói Önkormányzatok Országos Konferenciájának (HÖOK) 2001–2003 között elnöke. Az Országgyűlés Oktatási és Tudományos Bizottságának és az Ifjúsági és Sportbizottságának külső szakértője 2001–2003 között. 2001-ben az Eszterházy Károly Főiskola Társadalmi Szenátusának tagja. A Magyar Ösztöndíj Bizottság (MÖB) tagja 2002–2004-ben. A Gyermek és Ifjúsági Alapprogram (GYIA) tanácsának tagja 2002–2003-ban.

## Politikai szerepvállalása
A Magyar Demokrata Fórum Országos Elnökségének 2003-tól tagja, az Ifjúsági Demokrata Fórum (IDF) elnöke 2004-től 2006-ig, a Magyar Demokrata Fórum alelnöke ugyancsak 2004-től, az MDF Budapesti Választmányának elnöke 2005-től. 2006-tól országgyűlési képviselő, az Oktatási és Tudományos bizottság tagja, a Sport- és turisztikai bizottság alelnöke. Pártján belül elsősorban az oktatási ügyekkel foglalkozott.

### A megfigyelési ügy

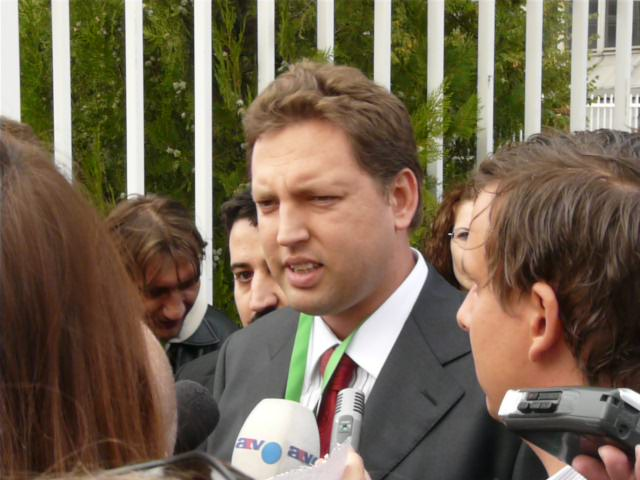
Almássy Kornél az MDF 2008-as XXII. Országos Gyűlésén

Az MDF 2008-as elnökválasztásán Dávid Ibolya elnök kihívójaként indult. Az MDF-elnökasszonya pár nappal a választás előtt, 2008 szeptemberében egy sajtótájékoztatón egy birtokába került hangfelvételre hivatkozva azt állította, hogy őt és más politikusokat törvénytelenül megfigyeltek és ezzel Almássy Kornélt is összefüggésbe hozta. (A megfigyelési ügy később tovább dagadt Csányi Sándor bankár, Demeter Ervin és Kövér László fideszes politikusok, valamint Szilvásy György titkosszolgálatokat felügyelő miniszter és az UD Zrt. vezetőinek főszereplésével.) Az Országos Gyűlésre elnökjelölő Országos Választmányi ülés előtt, Dávid Ibolyával folytatott megbeszélés után Almássy hirtelen visszalépett. Szeptember 26-án először, majd szeptember 29-én másodszorra már törvényesen kizárták az MDF országgyűlési frakciójából is. Később tagadta az ellene felhozott vádakat, és azt állította, fenyegetéssel bírták rá a visszalépésre. Azóta független képviselőként vesz részt az Országgyűlés munkájában. 2008. október 29-én a pártból is kizárták. A megfigyelési ügy részleteire azóta nem derült fény, a szóba hozott Csányi Sándor az UD Zrt.-nél lefoglalt és cégei adatait tartalmazó szerverek miatt írásban panaszt emelt.
2010 szeptemberében a Fővárosi Bíróság első fokú ítélete szerint Almássy pert nyert Dávid Ibolya ellen a jó hírnévhez fűződő jog megsértése miatt, nem vagyoni kártérítésként 1,4 millió forintot ítéltek meg neki.
Almássy a pert 2011 februárjában másodfokon, jogerősen is megnyerte Dávid Ibolya és az MDF ellenében, de 2012. január 11-én a Kúria hatályon kívül helyezte a jogerős ítéletet azzal az indoklással, hogy Dávid „a nyilvánosságra került hangfelvétellel kapcsolatban, a megismert tények alapján fejtette ki általánosságban megfogalmazott politikai véleményét”, ezért nem bizonyított tényként állította Almássyról, hogy ő lenne a felelős az elnökasszony elleni adatgyűjtésért.

### Később
2008. december 13-án az Ifjúsági Demokrata Fórum alelnökévé választották. 2008 nyara óta a Magyar Élet és Vízimentő Szakszövetség elnöke. 2010. augusztus 26-án a Ferencvárosi Torna Club Jégkorong szakosztályának elnökségi tagjává választották.
2010. november 19. óta az FKF Zrt. Közútfenntartási Ágazati Igazgatója. 2011. október 1. óta a BKK Közút Zrt. vezérigazgatója,  majd a már Budapest Közút Zrt.-ként működő fővárosi nagyvállalatot 2019. május 31-éig vezeti. 2019 nyarán visszatér alma-materébe és 2019. július 1-től a BME Építőmérnöki Kara Út és Vasútépítési Tanszékének egyetemi docense . 2019. november 1-től a Magyar Művészeti Akadémia alá tartozó Magyar Építészeti Múzeum és Műemlékvédelmi Dokumentációs Központ igazgatója.

## Családja
Nős, három gyermek édesapja. Almássy Kornél nem a történelmi Almássy család leszármazottja.

## Díjai, elismerései
- Báthory-díj (2007)[15]